# Faxekalk
| ❮ | System          | Serie    | Stufe      | ≈ Alter (mya) |
| ❮ | später          | später   | später     | jünger        |
| - | --------------- | -------- | ---------- | ------------- |
| ❮ | P a l ä o g e n | Oligozän | Chattium   | 23,03 ⬍ 28,1  |
| ❮ | P a l ä o g e n | Oligozän | Rupelium   | 28,1 ⬍ 33,9   |
| ❮ | P a l ä o g e n | Eozän    | Priabonium | 33,9 ⬍ 38     |
| ❮ | P a l ä o g e n | Eozän    | Bartonium  | 38 ⬍ 41,3     |
| ❮ | P a l ä o g e n | Eozän    | Lutetium   | 41,3 ⬍ 47,8   |
| ❮ | P a l ä o g e n | Eozän    | Ypresium   | 47,8 ⬍ 56     |
| ❮ | P a l ä o g e n | Paläozän | Thanetium  | 56 ⬍ 59,2     |
| ❮ | P a l ä o g e n | Paläozän | Seelandium | 59,2 ⬍ 61,6   |
| ❮ | P a l ä o g e n | Paläozän | Danium     | 61,6 ⬍ 66     |
| ❮ | früher          | früher   | früher     | älter         |

Faxekalk (auch Faksekalk) ist ein von Korallen durchsetzter, eher mürber Kalkstein. Er wurde nach einem großen Kalksteinvorkommen in der Nähe von Faxe auf der Insel Seeland (Sjælland/Dänemark) benannt.

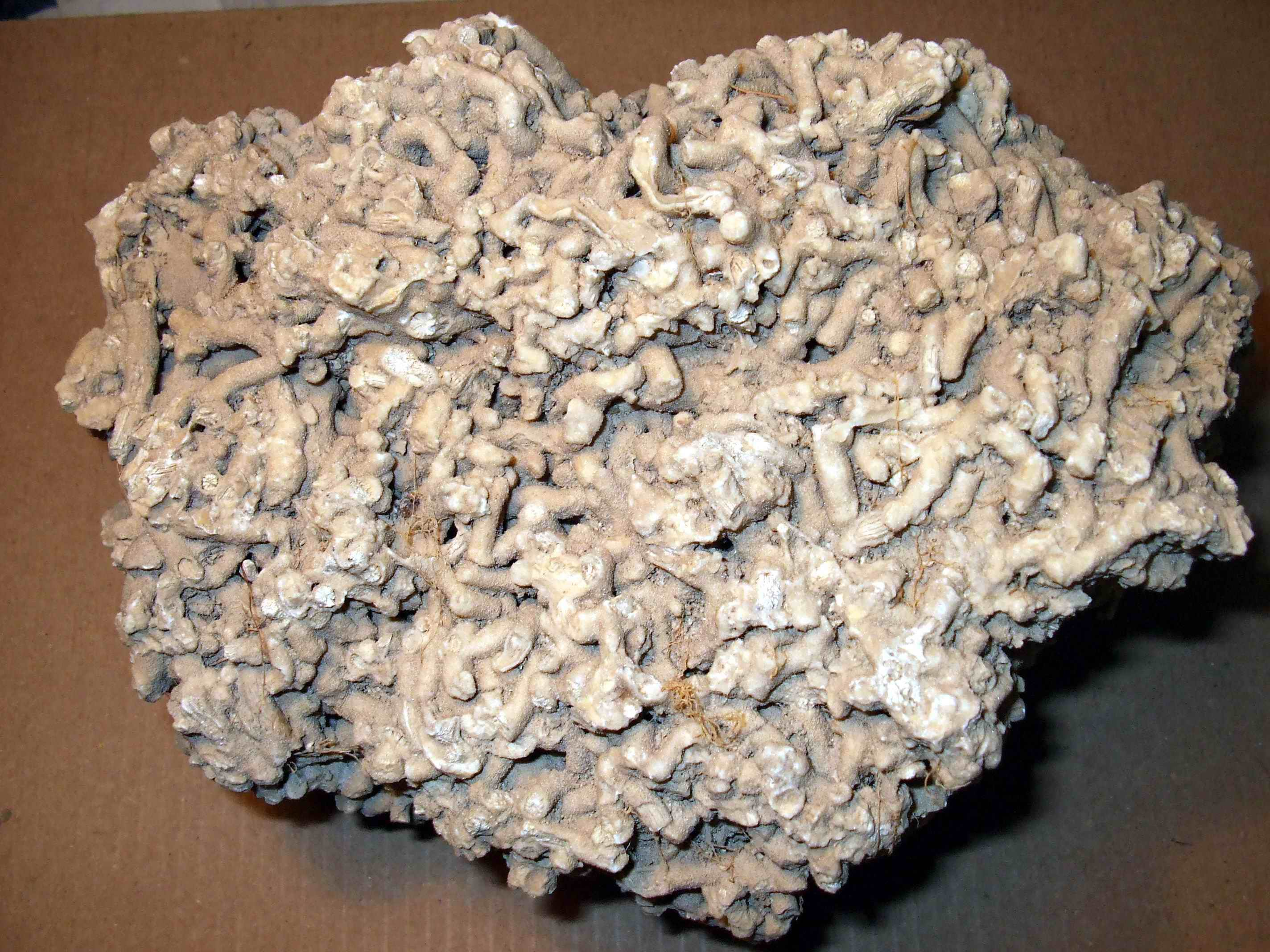
Handstück Faxekalk aus dem Steinbruch von Faxe (Seeland, Dänemark)

Faxekalk entstand vor 65 bis 60 Millionen Jahren im Danium, der ältesten Stufe der geologischen Epoche des Paläozän und damit auch des Känozoikum. Neben verschiedenen Korallenarten wirkten auch Kopffüßer, Schnecken und Muscheln gesteinsbildend. Oft sind die Versteinerungen noch sehr gut zu erkennen und auch herauslösbar. Einige Korallen wurden noch während der Gesteinsbildung von Bohrschwämmen befallen, wodurch der Stein sein typisches poröses Aussehen erhielt. Neben dem Aufschluss bei Faxe findet sich Faxekalk in tieferen Schichten unter weiten Teilen der Insel Seeland und Südschwedens (Schonen (Skåne)).

Faxekalk gilt als Leitgeschiebe. Aus seinen Fundpunkten in Norddeutschland kann man die Bewegungsrichtung eiszeitlicher Gletscher ableiten.